# انغريد شيفر
إنجريد إيليين شيفر  هي طبيبة أعصاب أطفال أسترالية وزميلة باحثة أولى في معهد فلوري لعلم الأعصاب والصحة العقلية . و قد حققت العديد من التطورات االكبيرة في مجال أبحاث مرض الصرع. يعود الفضل إلى شيفر في العثور على الجين الأول المساهم في مرض
الصرع . كما وصفت وصنفت متلازمات صرع جديدة مثل الصرع الذي يقتصر على الإناث المصابات بتخأخر عقلي. 

## النشأة والتعليم
ولدت إنغريد إيلين شيفر في ملبورن ، فيكتوريا في 21 ديسمبر 1958. أنهت تعليمها الثانوي في كلية ميثوديست للسيدات عام 1976. التحقت بجامعة موناش ، حيث تخرجت منها بدرجة بكالوريوس في الطب في الجراحة عام 1983. وذهبت لإكمال درجة الدكتوراه في طب الأعصاب في جامعة ملبورن عام 1998.

## الحياة الوظيفية و البحث العلمي
بالإضافة إلى الوصف المفصل لمسببات لمرض الصرع ، عملت إنجغريد على توصيف متلازمات الصرع الجديدة ، من الطفولة إلى مرحلة البلوغ ، والتي سمحت بالعلاج والتشخيص المناسبين ، مثل متلازمة دريفت  والصرع الذي يقتصر على الإناث المصابات بالتأخر العقلي. يتصمن عملها الاستشارات الإنجابية الجينية الدقيقة أيضا.

## الجوائز والتكريم
- جوائز لوريال - اليونسكو للمرأة في العلوم (2012) [15]
- جائزة رئيس الوزراء للعلوم (2014) [16]
- زميلة منتخبة في الأكاديمية الأسترالية للصحة والعلوم الطبية [17]
- انتخبت زميلة في الجمعية الملكية عام 2018 [18]